# Helmstedt
Helmstedt – miasto powiatowe w środkowych Niemczech, w kraju związkowym Dolna Saksonia, na wschód od Brunszwiku. Siedziba władz powiatu Helmstedt. Liczy ok. 24,4 tys. mieszkańców. 1 lipca 2017 do miasta przyłączono gminę Büddenstedt, która stała się jego dzielnicą.
Helmstedt było miastem granicznym pomiędzy Republiką Federalną Niemiec (RFN) a Niemiecką Republiką Demokratyczną (NRD) – w okolicy znajdowało się przejście graniczne Helmstedt-Marienborn. W mieście znajdują się liczne pamiątki i muzea poświęcone podziałowi Niemiec.
W mieście znajduje się stacja kolejowa.
W mieście rozwinął się przemysł gumowy, metalowy oraz włókienniczy.

## Współpraca
Miejscowości partnerskie:
- Albuquerque, Stany Zjednoczone
- Chard, Wielka Brytania
- Fiuggi, Włochy
- Haldensleben, Niemcy (Saksonia-Anhalt)
- Konakli, Turcja
- Orăștie, Rumunia
- Swietłahorsk, Białoruś
- Vitré, Francja.